# Киев (кинотеатр, Краков)
Кинотеатр «Киев» (пол. Kino Kijów, ныне пол. Kijów.Centrum) — кинотеатр в Кракове, Польша. Находится на улице Аллея Зигмунда Красинского, 34. Действует с 1967 года. В настоящее время в кинотеатре ежегодно проводится международный Краковский кинематографический фестиваль.

## История
Строительство кинотеатра «Киев» в Кракове началось в 1962 году. Автором проекта здания является архитектор Витольд Ценцкевич, автором внутреннего оформления — Кристина Згуд-Страхоцкая. Кинотеатр в то время был одним из самых больших кинозалов в Польше. Зрительный зал был рассчитан на 960 зрителей. В зале был установлен широкоформатный вогнутый экран размером 18,7 на 8,6 метров и был рассчитан на фильмы форматов 16, 35 и 70 мм. В зале было установлено стереофоническое оборудование.
6 ноября 1967 года, в канун 50-й годовщины Октябрьской революции, состоялось открытие кинотеатра, в этот день состоялась премьера советской киноэпопеи «Война и мир» режиссёра Сергея Бондарчука, премьера фильма состоялась всего через 2 дня после его московской премьеры. После открытия кинотеатра именно в нём проводились премьеры кинофильмов. С 1968 по 1990 год в кинотеатре ежегодно проводился Национальный фестиваль документальных и короткометражных фильмов, который в постепенно был преобразован в международный Краковский кинематографический фестиваль.
После появления мульплексов произошёл отток зрителей и кинотеатр столкнулся с финансовыми проблемами. В 2005 году началось переоборудование кинотеатра «Киев», в результате которого в здании кинотеатра дополнение к главному залу с 832 местами был оборудован малый зал на 32 места, были организованы кинематографическое кафе и музыкальный клуб. Экран главного зала был приспособлен для цифрового проектора. После работ было изменено название кинотеатра, который стал называться «Киев. Центрум» (пол. Kijów.Centrum буквально «Киев. Центр»).

## Источник
- Encyklopedia Krakowa red. Antoni Henryk Stachowski, PWN 2000, ISBN 83-01-13325-2